# Hjalmar Johansson
Carl August Hjalmar Johansson (Karlskrona, 20 gennaio 1874 – Segeltorp, 30 settembre 1957) è stato un nuotatore, tuffatore e lunghista svedese.

## Biografia
Partecipò alle gare di nuoto, di tuffi e di atletica leggera delle Olimpiadi estive di Atene del 1906; gareggiò nei 100m stile libero, arrivando ottavo in finale, nel salto in lungo da fermo, piazzandosi diciannovesimo, saltando 2,69 metri. Prese parte anche alla gara della piattaforma, dove si piazzò sesto, con 143,4.
Due anni dopo, partecipò alle gare di nuoto e  di tuffi delle Olimpiadi estive di Londra nel 1908. Vinse la gara dei piattaforma, conquistando la medaglia d'oro con un punteggio di 83,75. Prese parte anche alla gara dei 200 metri rana, classificandosi secondo al primo turno, nuotando in 3'21"2.
Quattro anni più tardi, gareggiò nelle gare di tuffi delle Olimpiadi estive di Stoccolma nel 1912, gareggiando nella piattaforma alta semplice, vincendo la medaglia d'argento con il punteggio di 39,3. Partecipò anche alla gara della piattaforma 10 metri maschile, arrivando quarto con 67,80 punti.